# Diazocompuesto
Los diazocompuestos son un tipo de compuestos orgánicos con un grupo funcional consistente en dos átomos de nitrógeno enlazados. La fórmula general es 
R2C=N2. El ejemplo más simple de un diazocompuesto es el diazometano. La estructura electrónica de los diazocompuestos incluye una carga positiva en el nitrógeno central y una carga negativa distribuida entre el nitrógeno terminal y el carbono. De ahí que algunos de los diazocompuestos más estables sean las α-diazocetonas y los α-diazoésteres, ya que la densidad de carga negativa se deslocaliza en el grupo carbonilo. En cambio, los diazoalquilos son explosivos y sólo permanecen estables a bajas temperaturas.
Los diazocompuestos son utilizados como precursores de los carbenos, generados por termólisis o fotólisis en, por ejemplo, en la reacción de Wolff. También se usan en la ciclopropanación catalizadas por metales de transición, como en la síntesis de la tranilcipromina, según indica el siguiente esquema, en el que la sal sódica de benzaldehído se transforma en un carbeno de rodio mediante un intermediario diazocompuesto.

En 2006 se sintetizó una inusual biomolécula con grupo diazo. En su síntesis, la reacción de un grupo carbonilo con la hidracina 1,2-bis(tert-butildimetilsilil)hidracina a la hidrazona correspondiente es seguida por una reacción del difluoroyodobenceno al diazocompuesto.
Otro diazocompuesto comercialmente relevante es el etil diazoacetato, N2CHCOOEt. El premio nobel de química Robert Huber estudió en su tesis doctorial la cristalización de los diazocompuestos.
Un grupo de compuesto isomérico con propiedades similares son las diazirinas, en las que el carbono y los dos nitrógenos están enlazados en forma de anillo.